# Dolichopeza (Nesopeza) albitibia
Dolichopeza (Nesopeza) albitibia is een tweevleugelige uit de familie langpootmuggen (Tipulidae). De soort komt voor in het Palearctisch gebied.